# ادیتوریوم و مرکز همایش کورسال
ادیتوریوم و مرکز همایش کورسال (انگلیسی: Kursaal Congress Centre and Auditorium) مجتمعی شامل یک ادیتوریوم بزرگ و تعدادی تالار با کاربردهای متنوع است. این بنا که معمار اسپانیایی رافائل مونئو آن را طراحی کرده‌است در سن سباستین در سرزمین باسک، اسپانیا قرار دارد. این بنا در ۱۹۹۹ تأسیس شد. ادیتوریوم و مرکز همایش کورسال میزبان یکی از بزرگترین جشنواره‌های فیلم اسپانیا جشنواره بین‌المللی فیلم سن‌سباستین است.